# La Mer à l'aube
La Mer à l'aube è un film del 2011 diretto da Volker Schlöndorff.